# NGC 6706
NGC 6706 este o galaxie situată în constelația Păunul. A fost descoperită în 8 iunie 1836 de către John Herschel. Se află la o distanță de 53,61 de megaparseci de Pământ.